# Танеевка (приток Самары)
Танеевка — река в России, протекает в Бузулукском районе Оренбургской области. Правый приток реки Самары.

## География
Река Танеевка берёт начало западнее посёлка Лисья Поляна. Течёт на северо-запад, затем поворачивает на юг и течёт через леса. Устье реки теряется в болотах и расположено севернее села Палимовка. Длина реки составляет 20 км, площадь водосборного бассейна — 73,9 км².

## Данные водного реестра
По данным государственного водного реестра России относится к Нижневолжскому бассейновому округу, водохозяйственный участок реки — Самара от Сорочинского гидроузла до водомерного поста у села Елшанка. Речной бассейн реки — Волга от верховий Куйбышевского вдхр. до впадения в Каспий.
Код объекта в государственном водном реестре — 11010001012112100007379.